# Триптих май — июнь
«Триптих май — июнь» (англ. Triptych, May–June 1973) — триптих британского художника ирландского происхождения Фрэнсиса Бэкона, созданный в 1973 году. Он написан маслом на холсте, в память о возлюбленном Бэкона Джордже Дайере, который покончил с собой накануне ретроспективы художника в парижском Большом дворце 24 октября 1971 года. Триптих представляет собой фиксацию моментов перед смертью Дайера от передозировки таблеток в их гостиничном номере. Бэкон был одержим и потрясён потерей Дайера в течение всей оставшейся своей жизни, написав множество работ, основанных как на самом факте его самоубийства, так и на его последствиях. Художник признался друзьям, что так никогда полностью не оправился от потери Дайера, описывая свой триптих 1973 года как способ очищения от разрывающих его душу чувств потери и вины.
«Триптих май — июнь» стилистически более статичен и монументален, чем более ранние триптихи Бэкона с греческими фигурами и головами друзей. Он оценивается в качестве одного из его «высших достижений» и обычно характеризуется как его самое сильное и трагическое полотно. Из трёх «Чёрных триптихов», написанных Бэконом и связанных со смертью Дайера, «Триптих май — июнь», как правило, считается самым совершенным. В 2006 году художественный критик из «The Daily Telegraph» Сара Кромптон писала, что «эмоции просачиваются в каждую панель этого гигантского холста … чистая сила и контроль кисти Бэконом захватывают дух». «Триптих май — июнь» был приобретён на аукционе в 1989 году Эстер Гретер за $6,3 млн, что стало рекордом для картин Бэкона.

## Описание
В каждой из трёх панелей фигура Дайера обрамлена дверным проёмом, который вписан в плоский неопределённый передний план, окрашенный в чёрные и коричневые тона. В левой части Дайер сидит на унитазе, склонив голову между коленями, словно от боли. Хотя его выгнутая спина, бёдра и ноги, по словам ирландского критика Колма Тойбина, нарисованы с любовью, Дайер явно сломан. Центральная панель показывает Дайера, сидящего на унитазе в более созерцательной позе, его голова и верхняя часть тела извиваются под висящей лампочкой, которая отбрасывает большую тень, похожую на летучую мышь, сформированную в форме демона или Эринии. Искусствовед Салли Ярд отмечала, что в изображении плоти Дайера «жизнь, кажется, зримо утекает … в насыщенную тень под ним». Поза Дайера предполагает, что он сидит на унитазе, хотя этот объект на центральной части никак не обозначен. Шмид предположил, что в этой панели чернота фона окутала субъект, и он «кажется продвигающимся вперёд через порог, угрожая зрителю, как наводнение или гигантская летучая мышь с хлопающими крыльями и вытянутыми когтями».
На правой панели Дайер изображён с закрытыми глазами, его рвёт в рукомойник. В левой и правой частях триптиха на его фигуры указывают стрелки, художественный приём, который Бэкон часто использовал, чтобы поместить значение энергии в свои картины. В этой работе стрелки указывают на человека, который вот-вот умрёт, и, согласно Тойбину, они кричат: «Здесь!», «Он!». Стрелка на правой панели, по его же словам, указывает на «мёртвую фигуру на унитазе, как будто сообщая фуриям, где его найти». Централизация композиции всего произведения обеспечивается благодаря лампочке на центральной панели и тем фактом, что Дайер на крайних частях обращён своим телом в центр триптиха. Композиция и постановка картины создают ощущение зыбкости, а двери в каждой боковой панели распахнуты наружу, словно для того, чтобы дать возможность заглянуть в темноту переднего плана. 